# Maksim Osipov
Maksim Aleksandrovič Osipov (rus. Максим Александрович О́сипов; 4. listopada 1963., Moskva) ruski je liječnik i pisac.

## Književne nagrade
- nagrada Jurij Kazakov za najbolju priču 2010.[1]
- Buninova nagrada 2013.[2]
- nagrada časopisa Inostrannaja literatura 2017.[3]
- nagrada Jasnaja poljana i NOS za 2010.[4]
- Belkinova nagrada za 2012. i 2014.[5][6]
- Internationaler Literaturpreis, Berlin, 2018.[7]

## Knjige i publikacije
- N. Šiller, M.A. Osipov, Kliničeskaja ehokardiografija
  - prvo izdanje: Mir, Moskva, 1993.
  - drugo izdanje: Praktika, Moskva, 2005.
- Maksim Osipov, Greh žalovat's'a, Corpus, 2009., ISBN 978-5-17-060956-7
- Maksim Osipov, Krik domašnjej pticy, Corpus, 2011., ISBN 978-5-271-32288-4.
- Maksim Osipov, Čelovek epohi Vozroždenija, Corpus, 2012., ISBN 978-5-271-43390-0.
- Maksim Osipov, Volnoju morskoju, Corpus, 2014., ISBN 978-5-17-083648-2.
- Maksim Osipov, pgt Večnost', Corpus, 2017., ISBN 978-5-17-982688-0.
- Maxime Ossipov, Ma province, Verdier, 2011., ISBN 978-2-86432-646-5.
- Maxime Ossipov, Histoires d'un médecin russe, Verdier, 2014., ISBN 978-2-86432-767-7.
- Maxime Ossipov, Après l’Éternité, Verdier, 2018., ISBN 978-2-86432-996-1.
- Maksim Óssipov, El crit de l'ocell domèstic, Club Editor, 2016., ISBN 978-84-7329-196-5.
- Maksim Ósipov, El grito del ave doméstica, Club Editor, 2016., ISBN 978-84-7329-197-2.
- Maxim Osipov, Precipitò nel mare cavallo e cavaliere, Gattomerlino, 2016., ISBN 978-8-86683-057-3.
- Maksimas Osipovas, Naminių paukščių klegesys (Apysakos ir apsakymai). Zarzecze, 2017., ISBN 978-6-09956-215-5.
- Maxim Ossipow. Nach der Ewigkeit, Hollitzer, 2018., ISBN 978-3-99012-454-3.
- מקסים אוסיפוב. אבן נייר ומספרים. Ktav, 2018., ISBN 978-9-65750-653-0.
- Maksim Osipov. Kamen, škare, papir, Hrvatsko filološko društvo, 2018., ISBN 978-953-296-148-5.
- Maksim Osipov, Klithma e zogut të shtëpisë, Fenix, 2018., ISBN 978-9928-4462-1-3.